# Español aragonés

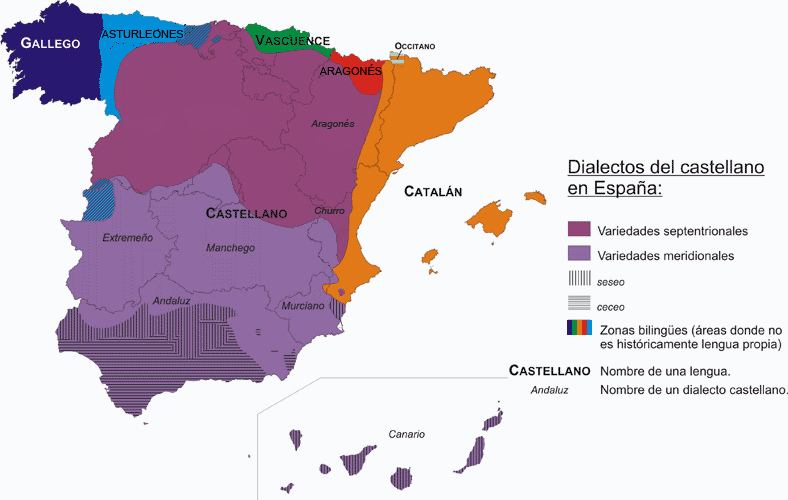
Dialectos del idioma español en España.

El español aragonés (o castellano de Aragón) es la variedad lingüística hablada y propia de la mayor parte de la comunidad autónoma de Aragón (España). Es uno de los dialectos que conforman el idioma español.
También es denominado como español regional de Aragón, español de Aragón, castellano aragonés, castellano-aragonés, dialecto aragonés (del español) o aragonés. Otra denominación ya en desuso de este dialecto es la de baturro.
El límite geográfico entre el castellano y el idioma aragonés (hablado en el norte de Aragón) es muy difuminado, y probablemente siempre lo ha sido; actualmente el aragonés cede claramente frente al castellano en las zonas donde aún se habla. De la misma manera, los rasgos más específicamente aragoneses en el castellano receden frente a los más generalizados en España.

## Área geográfica
El español aragonés es la variedad lingüística propia de la mayor parte del territorio de Aragón. En el norte de la comunidad se hablan variedades del idioma aragonés y en el extremo este se hablan variedades del catalán; sin embargo, los ciudadanos de estas zonas también suelen conocer y usar el español aragonés.

## Origen
El español aragonés procede de la evolución del romance aragonés medieval que se hablaba en esas zonas, romance que fue evolucionando y adoptando cada vez rasgos más occidentales, es decir, rasgos más generales del castellano. A este proceso se le ha denominado castellanización del aragonés. La convergencia del romance aragonés de estas zonas con el romance castellano fue tal que, siglos más tarde, ya se podía hablar de la existencia de una misma lengua común en gran parte de los antiguos reinos de Castilla, Aragón y León, el español. Sin embargo, cada territorio conservaba sus rasgos dialectales propios.
El dialecto ha conservado mejor sus rasgos propios frente al español general en el ámbito rural aragonés.
En el siglo XX, el dialecto fue popularizado por la literatura y el cine aragoneses.

## Características lingüísticas principales

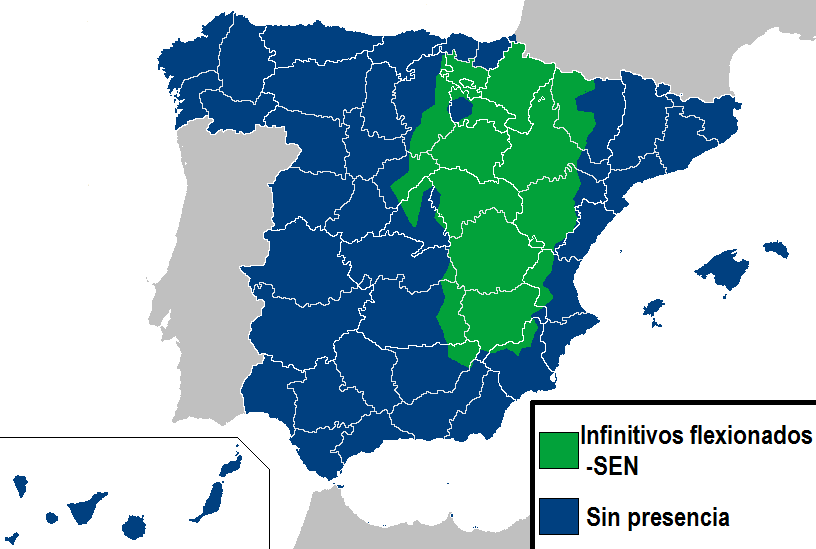

### Clasificación
El español aragonés forma parte de las variedades septentrionales del español de España.

### Fonética
- Entonación ascendente de las frases, con alargamiento de la vocal final. En el área del valle del Ebro, con más intensidad.
- La acentuación fonológica de las palabras es casi siempre llana (mayoritariamente) o aguda. En español aragonés se da poco el acento esdrújulo. [7] [cita requerida] Las palabras esdrújulas del español estándar tienden a pronunciarse llanas en español aragonés tradicional: pajaro, medico, cantaro.[cita requerida]
- Fuerte tendencia a deshacer los hiatos, por lo general cerrando más la vocal más cerrada (alta) del grupo, o bien desplazando el acento a la vocal más abierta (baja).
- Reducción de los grupos consonánticos cultos de las palabras castellanas: eletrico, 'eléctrico', perfeto, 'perfecto', repunante, 'repugnante', como en todos los dialectos rurales del español.

### Morfosintaxis
- Uso de los pronombres fuertes tras preposición: con yo, pa tú
- Los sufijos diminutivos más comunes en español aragonés son los sufijos -ico/a y -ete/a o -é/eta: un poquico/un poquete, una mocica/una moceta, un zagalé/una zagaleta
- Los nombres de árboles usan el sufijo -era: olivera, almendrera, noguera
- Uso del vocativo maño/a  (en parte del territorio)
- Omisión o elisión de la vocal final de determinadas partículas (preposiciones, artículos, conjunciones) cuando la palabra siguiente empieza por vocal: d’aquel, d'Aragón, yo m'hago, como en muchas otras variedades del castellano.
- Uso de la conjunción ilativa pues al final de frase.
- Ausencia o escasez de leísmo (rasgo extendido por las variedades del español del centro peninsular)
- Subsistema pronominal átono, manteniendo el paradigma latino: se les dije
- Pérdida de la [r] del infinitivo junto a pronombre enclítico: decime, contame, dame (decirme, contarme y darme en español estándar), rasgo también presente en muchos otros dialectos.
- El orden de los pronombres átonos combinados es en primer lugar el pronombre de complemento indirecto y en segundo lugar el pronombre reflexivo (orden contrario al del español estándar): me se cayó; también es común este rasgo en muchos otros dialectos peninsulares.
- Uso frecuente del artículo definido con nombres propios: la Pilar, el Jesús (solo en algunas zonas). [cita requerida]
- La conjunción disyuntiva del español aragonés es u en todos los contextos fónicos (a diferencia del español estándar, en el cual la conjunción disyuntiva principal es o y la conjunción u se emplea únicamente en algunos casos particulares): peras u manzanas.

### Léxico
Las mayores diferencias dialectales entre el español aragonés y el español estándar se dan en el campo del léxico, debido a la conservación del léxico propio del romance aragonés medieval. Parte de este léxico es particular del español aragonés. Otra parte es común a las variedades orientales del español de España (variedades riojana, navarra, soriana, del interior de la Comunidad Valenciana, de la parte oriental de Castilla-La Mancha, murciana y de la parte oriental de Andalucía). Por último, otra parte del léxico del español aragonés es común con las variedades lingüísticas del oriente peninsular y sur de Francia (catalán y occitano). El léxico propio del español aragonés recibe la denominación de aragonesismos.
La conservación del léxico propio aragonés se hace especialmente evidente en el léxico de las actividades rurales (agricultura, ganadería, caza) y en el vocabulario empleado para describir la geografía y fenomenología locales, los objetos domésticos o las tradiciones culturales. Algunos de los aragonesismos más frecuentes en español aragonés son:
- Campo semántico de las plantas: ababol (amapola en español estándar), aliaga (aulaga), morcacho (centeno), panizo (maíz), espirigallo/pipirigallo (esparceta)
- Campo semántico de las frutas y verduras: alberge (albaricoque), mangrana/minglana (granada), presco/presiego/presquilla (melocotón), espinay/espinae (espinaca), judía blanca (habichuela)
- Campo semántico de los animales: paniquesa (comadreja), tajugo/tajubo (tejón), ardacho[9] /fardacho (lagarto), zapo (sapo), boque (cabrón, macho cabrío), sargantana (lagartija), caparra (garrapata), mardano (carnero), cuchareta/cucharón (renacuajo) macho (mulo), cardelina (jilguero)
- Campo semántico de la geografía: zaborra/zaborro/cantal (piedra, roca), algezón (trozo de yeso)
- Campo semántico de la casa: falsa (desván), luna (patio interior)
- Campo semántico de las actividades y utensilios domésticos: pozal (cubo), badil (recogedor), escobar (barrer), jorear (airear), rujiar (rociar)
- Campo semántico de la comida: laminero (goloso), niquitoso (dengoso), farinetas (gachas de harina de maíz), sunsirse (quedarse seco, sin agua), abadejo (bacalao), arguellarse (desmedrarse), esbafarse (quedarse sin gas)
- Campo semántico de las partes del cuerpo: melico/meligo (ombligo), ancón (cadera), garra (pierna), tubillo (tobillo), rudilla/rodeta (rodilla), morros (labios) para personas; coda (cola), liviano (pulmón) para animales
- Campo semántico de la comunicación: charrar (hablar), embolicar (liar, engañar, engatusar)
- Campo semántico del agua: chipiar (mojar, calar), capuzar (meter en el agua (de cabeza))
- Campo de los insultos: fato (tonto), carnuz (ruin)
- Campo semántico de los oficios: yesaire (yesero, escayolista)
- Palabras formadas con el prefijo típico aragonés es-: escachar (chafar), esbafarse (quedarse sin burbujas (una bebida)), escaparrar (quitar garrapatas)
- Expresiones idiomáticas propias: pa cutio (sin cambios, siempre igual), dar ferrete (molestar o desgastar)[10]
- La interjección jodo: Expresa sorpresa, molestia o enfado.

## Variedades internas del español aragonés
El español aragonés, como cualquier variedad lingüística, no es homogéneo. Dentro del español aragonés, existen diferencias geolectales. María Antonia Martín Zorraquino distingue en el español aragonés tres variedades internas o subdialectos:
- Español aragonés suroccidental: es la variedad hablada en el suroeste de las provincias de Zaragoza y Teruel. Abarca las hablas de las comarcas de Tarazona y el Moncayo, Aranda, Comunidad de Calatayud, Campo de Daroca, Jiloca, Sierra de Albarracín, Comunidad de Teruel y Gúdar-Javalambre. Es la variedad del español aragonés más cercana al español castellano.
- Español aragonés central: ocupa la zona central de las provincias de Zaragoza y Teruel, abarcando las hablas de las comarcas de Ribera Alta del Ebro, Campo de Borja, Valdejalón, Comarca de Zaragoza, Campo de Cariñena, Cuencas Mineras y Maestrazgo. Es una variedad intermedia que comparte rasgos de las variedades suroccidental y nororiental.
- Español aragonés nororiental: abarca una pequeña zona del norte de Huesca (Sallent de Gállego, Broto, Jaca), el extremo norte de la provincia de Zaragoza (Cinco Villas), un amplio espacio del sur de la provincia de Huesca (los Monegros) y la parte oriental de las provincias de Zaragoza y Teruel (Bajo Aragón Histórico y Ribera Baja del Ebro). Es la variedad que conserva más peculiaridades representativas de resultados fónicos típicamente aragoneses. Dentro del mismo, por su peculiaridad, destacan hablas como las de Caspe o Chiprana.

## Relación con otros dialectos y lenguas
Es difícil precisar la extensión e importancia del idioma aragonés medieval. Diversos investigadores lo relacionan con las variedades del castellano lindantes con el catalán, especialmente con el llamado español churro de las comarcas valencianas noroccidentales, llegando incluso su posible influencia al español murciano.

## Situación actual y tendencia futura
En la actualidad, el español aragonés está perdiendo gran parte de sus rasgos dialectales propios. Esto es debido, en gran parte, al proceso de uniformización dialectal del idioma español peninsular que existe hoy en día en toda España. La educación, los medios de comunicación y la administración en Aragón hacen hoy en día solamente uso del español estándar, quedando restringido el uso del español aragonés para el ámbito coloquial e informal.
Además, los rasgos dialectales aragoneses son, a menudo, vistos por algunos aragoneses como vulgares, poco prestigiosos o regionalmente marcados y están siendo sustituidos poco a poco por formas más generales y menos marcadas del español peninsular. Esta situación es habitual en muchas comunidades lingüísticas.